# Andrzej Lachowicz
Andrzej Lachowicz (ur. 14 sierpnia 1939 w Wilnie, zm. 30 grudnia 2015 we Wrocławiu) – polski grafik, fotografik, malarz, twórca filmów, teoretyk sztuki, członek grupy Permafo i współtwórca galerii o tej samej nazwie.
Jego matka była profesorem na Uniwersytecie im. Stefana Batorego, ojciec – wysoko postawionym komisarzem kolei państwowych. Studiował w Akademii Górniczo-Hutniczej w Krakowie (1957-1960), potem w Państwowej Wyższej Szkole Sztuk Plastycznych (obecnie Akademia Sztuk Pięknych im. Eugeniusza Gepperta) we Wrocławiu pod skrzydłami prof. Stanisława Dawskiego.
Przez 40 lat działalności artystycznej był organizatorem wielu artystycznych przedsięwzięć. Od 1968 był członkiem ZPAF. Pionier i pomysłodawca Międzynarodowych Triennale Rysunku we Wrocławiu. W latach 1970–1981 prowadził galerię Permafo. Uczestnik Sympozjum Plastycznego Wrocław ’70, we współpracy ze Zbigniewem Dłubakiem i Natalią LL. Był stypendystą Fundacji Kościuszkowskiej w Nowym Jorku (1997), Verien Kulturokontakte w Wiedniu (1991) i PRO-HELVETIA w Szwajcarii.
W 2009 został odznaczony Srebrnym Medalem „Zasłużony Kulturze Gloria Artis” oraz otrzymał Nagrodę im. Katarzyny Kobro.
Ważny obszar jego działalności stanowiły teksty teoretyczne, m.in. Poziomy energetyczne sztuki (1978), Zwątpienie i nadzieja (1986).

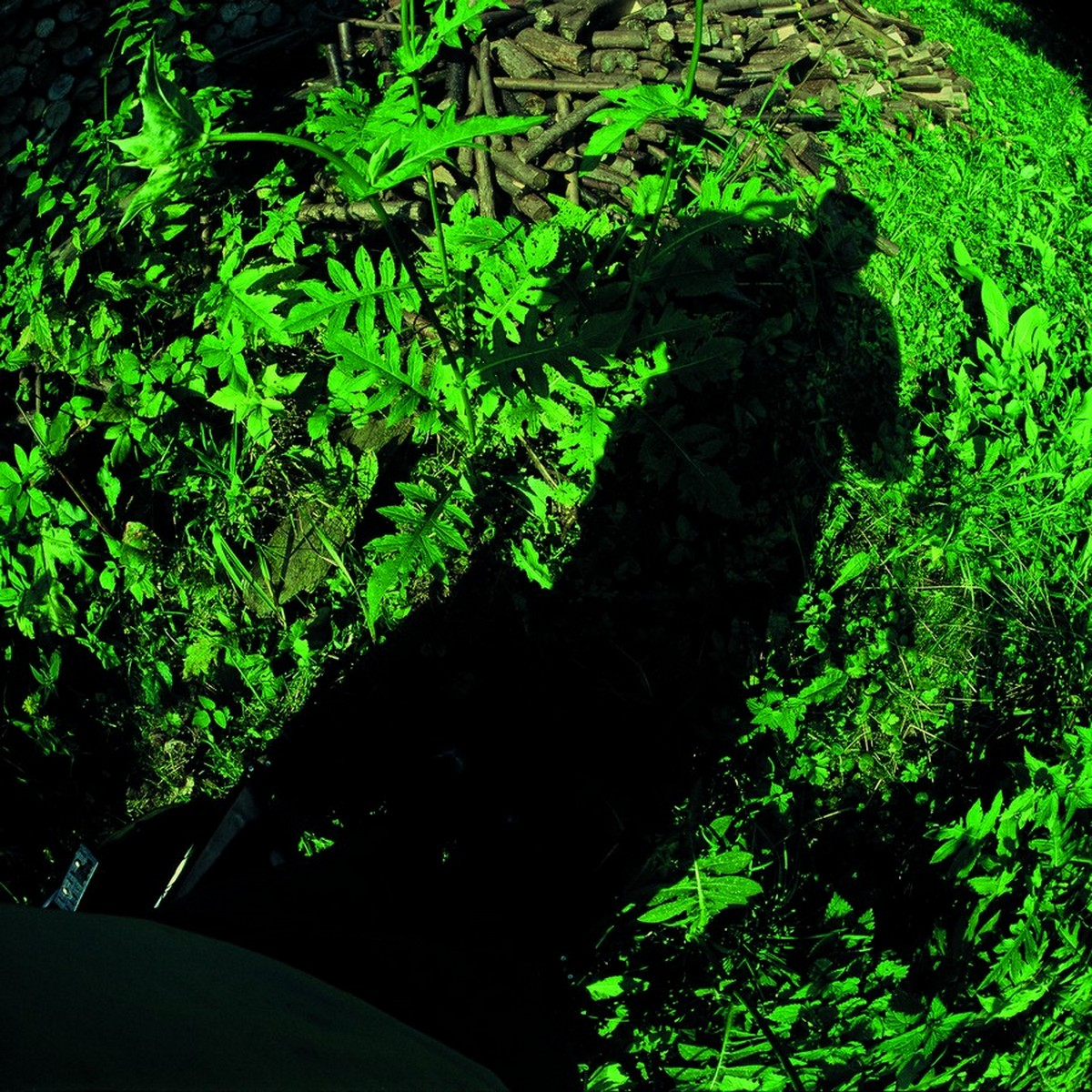
Andrzej Lachowicz, Wyjątkowy punkt widzenia, 2005

## Twórczość
Od lat 60. Lachowicz koncentrował się na badaniu wizualnego języka fotografii. W 1964 r. rozpoczął cykl Cienie, który kontynuował przez całe życie. Z kolei prace z serii Topologie rozpoczął w 1966 r. i kontynuował do końca lat 80., kiedy prace przybrały charakter autocytatu. Z końca lat 60. pochodzą również najbardziej znane fotografie z cyklu Transplantacje (od 1968), przedstawiające wielokrotnie naświetlony wizerunek splecionych dłoni. Z początkiem lat 70. Lachowicz rozwijał teorię sztuki permanentnej, w której zaakcentowane były aspekty „niekończenia się”. Wizualizacją tych idei była m.in. realizacja zatytułowana Perswazja wizualna i mentalna (1972), która została nagrodzona na Międzynarodowym Biennale Grafiki w Lublanie. Z 1975 r. pochodzą Znaki izomorficzne, w których artysta poddaje obserwacji i analizie własny cień. W latach 80. rozpatrywał pojęcie upadku, wpisując je w szeroki kontekst filozoficzny i antropologiczny. Dekadę później artysta wprowadził do swoich realizacji czarno-białe zdjęcia rodzinne. W ostatnich latach jego życia powstała, podejmująca wątki egzystencjalne, seria martwych natur.

### Wybrane wystawy indywidualne
- 1970: Foto – grafika permanentna, galeria ISKRA, Toruń
- 1971: PERMART, wraz z Natalią LL, galeria PERMAFO, Wrocław
- 1972: Salon BWA, Wrocław
- 1975: Problemy, wraz z Natalią LL, Galeria ARKADY, Kraków
- 1978: Galeria Studio, wraz z Natalią LL, Warszawa
- 1979: Galeria Labirynt, Lublin
- 1983: Energia Upadku, Galeria Labirynt, Lublin
- 1988: Energia Luzu, Galeria na Ostrowie, Wrocław
- 1988: Energia Luzu – Na Ukos, Salon BWA, Lublin
- 1988: Na Ukos/Slantwise, Mały Salon BWA, Wrocław
- 1989: Ukos na Luzie, Mała Galeria ZPAF, Warszawa
- 1989: Galeria „A”, Poznań
- 1990: Energia Luzu II – Na Ukos, Salon BWA, Łódź
- 1990: Malarstwo i Fotografia, Galeria pod Wodnikiem Gdańsk
- 1991: Instalacja IKAR + TOPOLOGIE Galeria BWA, Zamek Książąt Pomorskich, Szczecin
- 1991: Energia Luzu, Salon BWA, Zamość
- 1992: Malarstwo i TOPOLOGIE, Muzeum Okręgowe, Wałbrzych
- 1992: TOPOLOGIE i Rysunki, Salon BWA, Ustka
- 1992: TOPOLOGIE, Salon BWA, Wrocław
- 1993: TOPOLOGIE, Galeria Sztuki Współczesnej, Sandomierz
- 1993: TOP, Galeria Starmach, Kraków
- 1995: Rysunki z pustyni Subiya, Galeria BWA, Lublin
- 1998: Europa, Euroazja, Azja, Galeria Labirynt 2, Lublin
- 1998: Rysunki i fotografie, Muzeum Okręgowe, Toruń
- 2000: Astma & Coxarthrosa, Galeria Photos, Tel Awiw
- 2008: Obserwacje i Notacje, Centrum Sztuki Współczesnej Zamek Ujazdowski, Warszawa

## Galeria

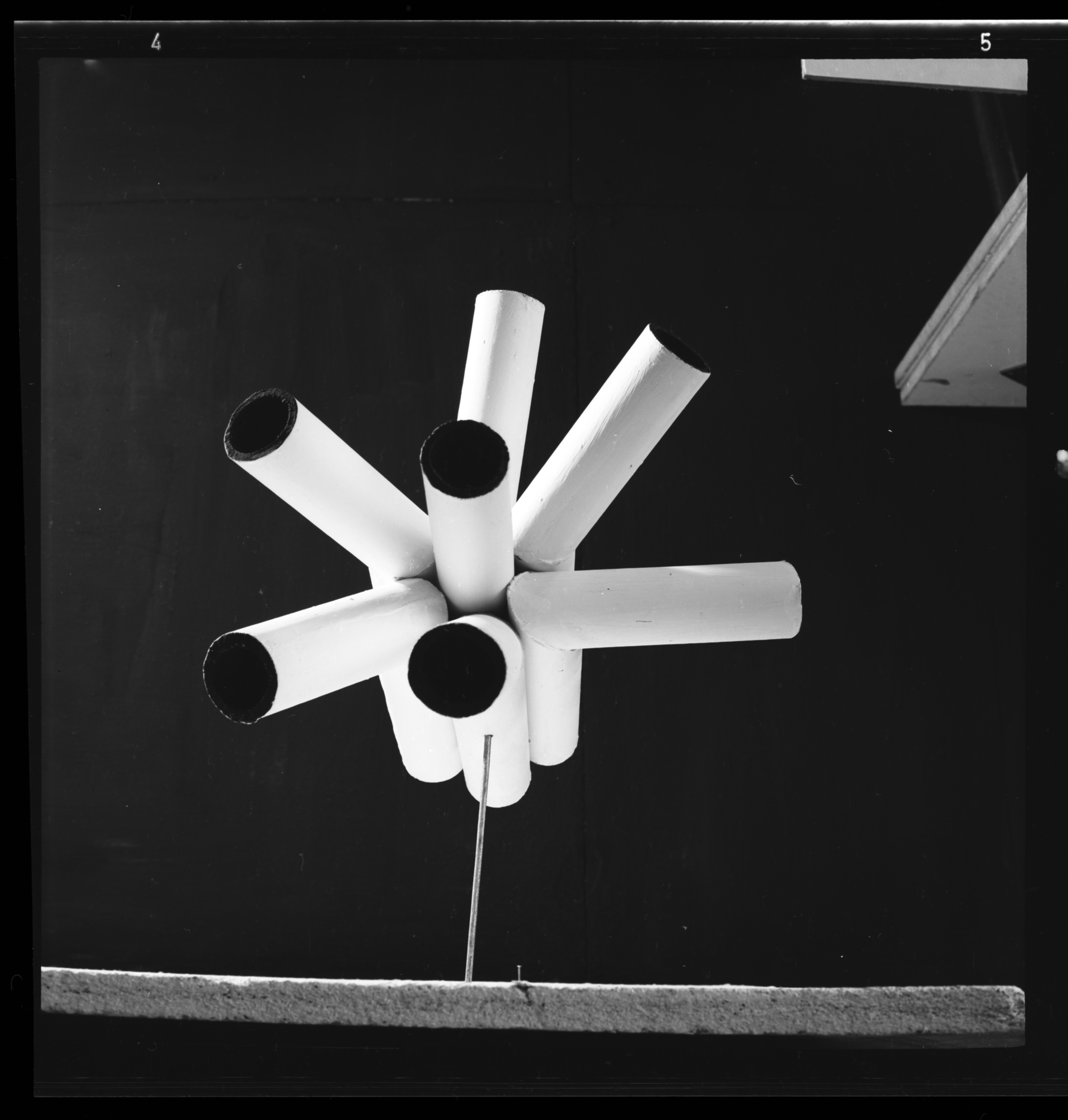
Zbigniew Dłubak, Natalia Lach-Lachowicz, Andrzej Lachowicz, Kompendium (tył), 1970 (w ramach Sympozjum Plastycznego Wrocław ’70), kolekcja MWW.
Zbigniew Dłubak, Natalia Lach-Lachowicz, Andrzej Lachowicz, Kompendium (przód), 1970 (w ramach Sympozjum Plastycznego Wrocław ’70), kolekcja MWW.
Zbigniew Dłubak, Natalia Lach-Lachowicz, Andrzej Lachowicz, zespół form przestrzennych, 1970 (w ramach Sympozjum Plastycznego Wrocław ’70), kolekcja MWW.

## Kolekcje
Prace artysty znajdują się w wielu zbiorach muzealnych i kolekcjach prywatnych, m.in. w Muzeum Sztuki w Łodzi, Muzeum Narodowym we Wrocławiu, Dolnośląskim Towarzystwie Zachęty Sztuk Pięknych.